# Christian Eberhard (Ostfriesland)

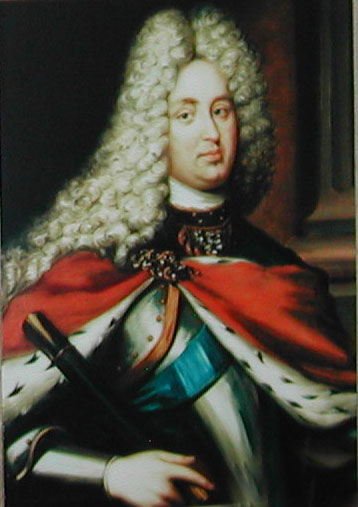
Christian Eberhard

Fürst Christian Eberhard von Ostfriesland (* 1. Oktober 1665 in Esens; † 30. Juni 1708 in Aurich) aus dem Haus der Cirksena war seit Geburt Fürst von Ostfriesland, blieb aber bis 1690 unter der Vormundschaft seiner Mutter Christine Charlotte.

## Leben
Christian Eberhard wurde erst nach dem Tod seines Vaters, Fürst Georg Christian geboren. Er wuchs zunächst am Hof in Aurich auf. Im Alter von zehn Jahren schickte ihn seine Mutter zur Erziehung ins Ausland. Nach Aufenthalten in den Niederlanden, Piemont und Frankreich war er nach 1681 in Italien und Österreich. Bei diesen Reisen erklomm er den Vesuv, besuchte in Rom die Königin Christina von Schweden und traf in Paris auf den Sonnenkönig Ludwig XIV.
Nur zögerlich übernahm er die Regierungsverantwortung. Erst 1690 trat er die Nachfolge seiner Mutter an, obwohl die mit ihr in stetigen Auseinandersetzungen verbundenen Stände dies seit langem forderten. Seine Herrschaftszeit war dagegen von Ausgleichsbemühungen geprägt. So schloss er 1693 in Hannover und 1698 in Aurich einige Vergleiche mit den Landständen und festigte damit den inneren Frieden. Das traf bei der Bevölkerung auf Wohlwollen. Er erhielt den Beinamen „der Friedsame“ und wurde als einer der wenigen ostfriesischen Landesherren freundlich in Emden aufgenommen, als er die Stadt 1699 besuchte.
Christian Eberhard galt als umsichtig, tolerant und pietistisch. Wie bereits seine Mutter gestand er den Reformierten weitere Rechte zu, obwohl er selber lutherisch war. Weiterhin traf er mit dem Welfenherzog Ernst August einen Erbvertrag. Dieser trat mangels kaiserlicher Zustimmung aber nicht in Kraft. In Christian Eberhards Regierungszeit fällt auch die Anwartschaft Brandenburgs auf Ostfriesland, die sich Friedrich III. beim Kaiser sicherte und damit den Grundstein für die preußische Okkupation Ostfrieslands nach dem Aussterben der Cirksena im Jahr 1744 legte. Christian Eberhard versuchte dem eine Erbverbrüderung mit dem Herzog Ernst August zu Braunschweig und Lüneburg entgegenzusetzen. Das Haus Cirksena sollte danach im Fall des Aussterbens der Nachkommen Ernst Augusts die erbliche Nachfolge in den Grafschaften Hoya und Diepholz antreten. Der Vertrag trat jedoch infolge der nicht eingeholten kaiserlichen Zustimmung nicht in Kraft.
Christian Eberhard, der seit frühester Kindheit immer schon kränklich war und deshalb auf seinen Reisen immer von seinem Leibarzt Eberhard Bacmeister begleitet wurde, starb 1708 wie viele Cirksena bereits in jungen Jahren. Ihm folgte sein zweiter Sohn Georg Albrecht nach.

## Familie
Fürst Christian Eberhard war mit Eberhardine Sophie von Oettingen-Oettingen (* 16. August 1666, † 30. Oktober 1700), Tochter von Fürst Albrecht Ernst I. zu Oettingen-Oettingen und Schwester von Christine Luise von Oettingen-Oettingen, verheiratet. Das Paar hatte folgende Kinder:
- Leopold Ignaz (* 10./20. Februar 1687, † 11./21. Juni 1687)
- Christina Sophia, (* 16. März 1688 in Bayreuth; † 31. März 1750 Rudolstadt); ⚭ in Rudolstadt 31. Dezember 1728 Fürst Friedrich Anton I. von Schwarzburg-Rudolstadt (* 14. August 1692; † 1. September 1744)
- Marie Charlotte, (* 10. April 1689, † 9. Dezember 1761) ⚭ am 10. April 1709 ihren Cousin Friedrich Ulrich von Ostfriesland (* 31. Dezember 1667; † 13. März 1710), Sohn von Edzard Ferdinand.
- Georg Albrecht, Fürst von Ostfriesland (1690–34), seit 1722 Ritter des Elefanten-Ordens

⚭ Idstein 24. September 1709 Gräfin Christiane Luise von Nassau-Wiesbaden-Idstein (* 31. März 1691; † 13. April 1723), Tochter von Georg August Samuel von Nassau-Wiesbaden-Idstein (1665–1721) und Henriette Dorothea von Oettingen,
⚭ in Berum am 8. Dezember 1723 Sophie Karoline von Brandenburg-Kulmbach (* 1707 † 7. Juni 1764), Tochter von Christian Heinrich von Brandenburg-Kulmbach
- Ulrich Friedrich (* 18. Juli 1691; † 21. September 1691)
- Karl Enno (* 25. Dezember 1692; † 3. August 1709)
- Friederike Wilhelmine (* 4. Oktober 1695; † 29. Juli 1750, Aurich), Kanonistin in Herford
- Enno August (* 13. Februar 1697; † 3. August 1725)
- Juliane Luise (* 13. Juni 1698 in Aurich; † 6. Februar 1740 in Harzgerode); ⚭ am 17. Februar 1721 in Braunschweig Joachim Friedrich von Schleswig-Holstein-Plön (* 1668; † 25. Januar 1722)
- Christine Charlotte, (* 17. September 1699; † 23. August 1733)

Nach dem Tod der ersten Frau heiratet er 1701 zur linken Hand Anna Juliana von Kleinau (1674–1727), die den Titel Frau von Sandhorst erhielt. Anna Juliane war Hoffräulein der Fürstin gewesen, ihre Eltern war der  Oberförsterssohn aus Mecklenburg-Güstrow Heinrich von Kleinau und dessen Ehefrau Sophia Klara von der Osten, Tochter des Oldenburger Landdrosten vom Delmenhorst Hieronymus Georg von der Osten (* 2. Mai 1612; † 28. Mai 1659).
Die zwei Kinder des Fürsten Christian Eberhard von Ostfriesland aus der morganatischen Ehe mit Juliane Kleinau führten den Namen von Sandhorst, darunter:
- Sophie Antoinette Juliane von Sandhorst, (* 4. Januar 1707; † 14. Januar 1725), (gestorben an den Pocken, begraben im Cirksena-Mausoleum in Aurich)

Die sterblichen Überreste des Fürsten liegen in einem Sammelsarg im Cirksena-Mausoleum in Aurich.